# Pumpkin Studios

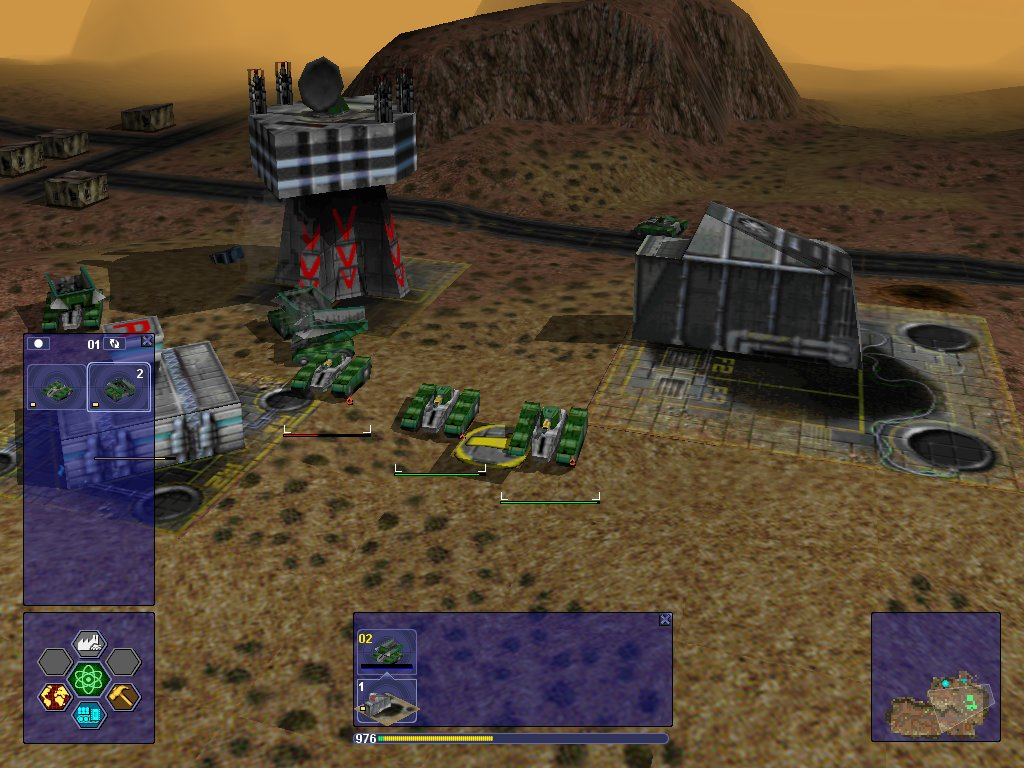
Warzone 2100, het enige product van Pumpkin Studios.

Pumpkin Studios was een bedrijf dat computerspellen ontwikkelde. Het bedrijf was in 1996 opgericht en bevond zich in Bath, Engeland.
Het is met name bekend voor het ontwikkelen van Warzone 2100 voor de PC en PlayStation, een real-time strategy spel dat gebruik maakte van verscheidene nieuwe elementen, zoals radartechnologieën, de nadruk op het gebruik van artillerie (evenals tegenaanvallen) en het vaker gebruikmaken van filmpjes ter ondersteuning tijdens het spelen. Ook kon de speler voertuigen ontwerpen. Het spel was het eerste en enige product van het bedrijf.
Het bedrijf werd gesloten op 13 maart 2000 wegens het stopzetten van de ontwikkeling van een project (Saboteur) dat ze hadden overgenomen van Tigon. Na vijf maanden besloot Eidos Interactive, de uitgever van Warzone 2100 en dit project, het stop te zetten wegens de verwachte datum waarop het uitgebracht zou worden en de matige verkopen van (spellen voor) de PlayStation.